# فاطمة الزهراء تكناوت
فاطمة الزهراء تكناوت (مواليد 20 يناير 1999)، هي لاعبة كرة قدم مغربية محترفة، تلعب في مركز الجناح مع نادي الجيش الملكي المغربي والمنتخب المغربي للسيدات.

## مسيرتها الكروية
تلعب فاطمة مع نادي الجيش الملكي منذ أن كانت في الخامسة عشرة من عمرها، حيث فازت معه بثانية ألقاب بالبطولة الوطنية، وستة ألقاب بكأس العرش للسيدات.

### الكرة الذهبية الإفريقية
موسم 2023، ترشحت فاطمة للفوز بجائزتي الكرة الذهبية للمرة الثانية تواليا ، لأفضل لاعبة في إفريقيا وأفضل لاعبة داخل إفريقيا، بعد أدائها الكبير في كأس العالم وبلوغها دور الثمن مع المغرب، و تحقيقها دوري أبطال أفريقيا وأفضل لاعبة في البطولة.

### دوري أبطال أفريقيا 2021
وتمكنت مع النادي التأهل إلى المرحلة النهائية من النسخة الأولى من دوري أبطال إفريقيا للسيدات الذي أقيم في مصر، والتي شاركت في جميع المباريات، وسجلت هدفًا وقدمت تمريرات حاسمة خلال هذه النسخة.
واختيرت من قبل لجنة جوائز الكاف للحصول على جائزتي أفضل لاعبة في إفريقيا و مع الأندية الإفريقية لعام 2022، حيث كانت من بين المتأهلين الثلاث للمرحلة النهائية لكنها لم تفز بالجائزة.

### دوري أبطال أفريقيا 2022
إستضافت المغرب هذه النسخة من دوري أبطال إفريقيا لعام 2022، لذلك فإن نادي الجيش الملكي يتأهل تلقائيًا للمرحلة النهائية، والتي فاز فيها الفريق بالمباراة النهائية على حساب حامل اللقب ماميلودي صن داونز بنتيجة (4 -0) في 13 نوفمبر 2022، والتي قدمت فاطمة خلاله تمريرات حاسمة، ليصبح في رصيدها في هذه النسخة، ثلاثة أهداف، وثلاث تمريرات حاسمة، وحصلت على لقب أفضل لاعبة في المسابقة.
وفي 11 أبريل 2023 فازت بكأس العرش للموسم الرياضي 2020-2021 على حساب نادي سبورتينغ الدار البيضاء في النهائي بنتيجة (5-0)، وهو اللقب التاسع لنادي الجيش الملكي.

## مسيرتها الدولية

### المغرب تحت 17 عام
شاركت فاطمة في العديد من التدريبات مع المنتخب المغربي تحت 17 عاما وشاركت في التصفيات الإفريقية المؤهلة لنهائيات كأس العالم للسيدات تحت 17 سنة لكرة القدم 2016.

### المغرب تحت 20 عام
شاركت في العديد من مباريات المنتخب المغربي تحت 20 عامًا، وفي التصفيات الأفريقية لكأس العالم 2018. وبعد إقصاء السنغال في الدور الأول، أقصي المنتخب المغربي من الدور الثاني على يد منتخب نيجيريا في نوفمبر 2017، حيث خسر الفريق بنتيجة (5 - 1) وكان الهدف الوحيد لفاطمة.
لعبت مباراة ثنائية ودية ضد الغابون في مايو 2019، وفي المباراة الأولى، فاز المغرب بنتيجة 8-0، وكان الهدف الاخير لفاطمة. وشاركت في ديسمبر 2019 في بطولة اتحاد شمال إفريقيا لكرة القدم المنظمة في الجزائر، حيث لعبت مباراتين ضد بوركينا فاسو، والجزائر.

### المنتخب الوطني
استدعيت فاطمة للعب مع المنتخب الوطني في 2018. وسجلت أول هدفين دوليين لها في 31 يناير 2020 في مباراة ودية ضد تونس في مدينة تمارة. وفي سبتمبر 2021، شاركت مع المنتخب المغربي في نيجيريا بكأس عائشة بخاري 2021، والتي سجلت خلالها هدفاً على الكاميرون في الدقيقة 78.

#### كأس أمم إفريقيا 2022
أختيرت فاطمة من قبل رينالد بيدروس للعب في كأس أمم إفريقيا 2022، والتي شاركت في جميع مباريات البطولة، وحصلت على لقب سيدة المباراة من قبل الاتحاد الإفريقي في مباراة ضد السنغال.

## الأهداف الدولية
| ت | تاريخ         | مكان                 | الخصم | نتيجة | الحصيلة | مسابقة | مصدر   |
| - | ------------- | -------------------- | ----- | ----- | ------- | ------ | ------ |
| 1 | 31 يناير 2020 | الملعب البلدي، تمارة | تونس  | 3-1   | 6-3     | ودي    | [ 20 ] |
| 2 | 31 يناير 2020 | الملعب البلدي، تمارة | تونس  | 4 –2  | 6-3     | ودي    | [ 20 ] |

## الإحصائيات
| النتيجة: = فوز = تعادل = خسارة |

### المغرب - تحت 17 سنة
| # | التاريخ      | الملعب                         | الخصم | النتيجة | الدقائق | المُنافَسة            | الاهداف | التمريرات |
| - | ------------ | ------------------------------ | ----- | ------- | ------- | ------------------- | ------- | --------- |
| 1 | 12 مارس 2016 | المغرب ملعب مولاي حسن، الرباط  | غانا  | 4 – 0   | -       | تصفيات مونديال 2016 | 0       | 0         |
| 2 | 26 مارس 2016 | المغرب ملعب أكرا الرياضي، أكرا | غانا  | 6 – 0   | -       | تصفيات مونديال 2016 | 0       | 0         |

### المغرب - تحت 20 سنة
| # | التاريخ        | الملعب                                 | الخصم        | النتيجة | الدقائق | المُنافَسة                 | الاهداف | التمريرات |
| - | -------------- | -------------------------------------- | ------------ | ------- | ------- | ------------------------ | ------- | --------- |
| 1 | 30 أغسطس 2017  | المغرب مجمع محمد السادس الرياضي        | سيراليون     | 2 – 1   | -       | مباراة ودية              | 1       | 0         |
| 2 | 16 سبتمبر 2017 | المغرب ملعب أبو بكر عمار، سلا          | السنغال      | 2 – 0   | -       | تصفيات مونديال 2018      | 0       | 0         |
| 3 | 30 سبتمبر 2017 | السنغال ملعب آل دجيغو، بيكين (السنغال) | السنغال      | 2 – 1   | -       | تصفيات مونديال 2018      | 0       | 0         |
| 4 | 5 نوفمبر 2017  | المغرب ملعب أبو بكر عمار، سلا          | نيجيريا      | 1 – 1   | -       | تصفيات مونديال 2018      | 0       | 0         |
| 5 | 18 نوفمبر 2017 | نيجيريا ملعب صموئيل أوغبيموديا, بنين   | نيجيريا      | 5 – 1   | -       | تصفيات مونديال 2018      | 1       | 0         |
| 6 | 2 مايو 2019    | المغرب مجمع محمد السادس الرياضي        | الغابون      | 8 – 0   | -       | مباراة ودية              | 1       | 0         |
| 7 | 22 ديسمبر 2019 | الجزائر ملعب عمر بن رابح، الجزائر      | بوركينا فاسو | 1 – 0   | -       | بطولة اتحاد شمال إفريقيا | 0       | 0         |
| 8 | 26 ديسمبر 2019 | الجزائر ملعب عمر بن رابح، الجزائر      | الجزائر ·    | 0 – 0   | -       | بطولة اتحاد شمال إفريقيا | 0       | 0         |

### المنتخب الوطني
| #  | التاريخ        | الملعب                                              | الخصم           | النتيجة | الدقائق | المُنافَسة                           | الاهداف | التمريرات |
| -- | -------------- | --------------------------------------------------- | --------------- | ------- | ------- | ---------------------------------- | ------- | --------- |
| 1  | 18 أكتوبر 2018 | المغرب الملعب البلدي                                | الجزائر         | 3 – 1   | -       | مباراة ودية                        | 0       | 0         |
| 2  | 22 أكتوبر 2018 | المغرب المركز الوطني مولاي رشيد، المعمورة           | الجزائر         | 0 – 1   | -       | مباراة ودية                        | 0       | 0         |
| 3  | 3 أبريل 2019   | مالي Stade Mamadou Konaté، باماكو                   | مالي            | 3 – 1   | -       | تصفيات الألعاب الأولمبية 2020      | 0       | 0         |
| 4  | 7 أبريل 2019   | المغرب ملعب أبو بكر عمار، سلا                       | مالي            | 2 – 2   | -       | تصفيات الألعاب الأولمبية 2020      | 0       | 0         |
| 5  | 28 يناير 2020  | المغرب الملعب البلدي لتمارة                         | تونس            | 2 – 1   | 30      | مباراة ودية                        | 0       | 0         |
| 6  | 31 يناير 2020  | المغرب الملعب البلدي لتمارة                         | تونس            | 6 – 3   | 90      | مباراة ودية                        | 2       | 0         |
| 7  | 14 فبراير 2020 | تونس الملعب البلدي بالكرم، تونس                     | تونس            | 1 – 0   | -       | دورة اتحاد شمال إفريقيا 2020       | 0       | 0         |
| 8  | 18 فبراير 2020 | تونس الملعب البلدي بالكرم، تونس                     | تنزانيا         | 3 – 2   | 5       | دورة اتحاد شمال إفريقيا 2020       | 0       | 0         |
| 9  | 20 فبراير 2020 | تونس الملعب البلدي بالكرم، تونس                     | موريتانيا       | 5 – 0   | -       | دورة اتحاد شمال إفريقيا 2020       | 0       | 0         |
| 10 | 22 فبراير 2020 | تونس الملعب البلدي بالكرم، تونس                     | الجزائر         | 2 – 0   | -       | دورة اتحاد شمال إفريقيا 2020       | 0       | 0         |
| 11 | 8 مارس 2020    | المغرب أكاديمية محمد السادس، سلا                    | غانا            | 3 – 2   | -       | مباراة ودية                        | 0       | 0         |
| 12 | 10 يونيو 2021  | المغرب ملعب مولاي حسن، الرباط                       | مالي            | 3 – 0   | -       | مباراة ودية                        | 0       | 1         |
| 13 | 14 يونيو 2021  | المغرب ملعب مولاي حسن، الرباط                       | مالي            | 3 – 2   | -       | مباراة ودية                        | 0       | 1         |
| 14 | 16 سبتمبر 2021 | نيجيريا ملعب موبولاجي، لاغوس                        | الكاميرون       | 1 – 0   | 90      | كأس عائشة بخاري 2021               | 1       | 0         |
| 15 | 19 سبتمبر 2021 | نيجيريا ملعب موبولاجي، لاغوس                        | مالي            | 0 – 0   | 87      | كأس عائشة بخاري 2021               | 0       | 0         |
| 16 | 21 أكتوبر 2021 | إسبانيا ملعب برينسيبي فيليبي، قصرش                  | إسبانيا         | 3 – 0   | 67      | مباراة ودية                        | 0       | 0         |
| 17 | 13 أبريل 2022  | المغرب المجمع الرياضي الأمير مولاي عبد الله، الرباط | غانا            | 2 – 0   | 25      | مباراة ودية                        | 0       | 0         |
| 18 | 11 يونيو 2022  | المغرب المجمع الرياضي الأمير مولاي عبد الله، الرباط | جمهورية الكونغو | 7 – 0   | 45      | مباراة ودية                        | 0       | 0         |
| 19 | 18 يونيو 2022  | المغرب المجمع الرياضي الأمير مولاي عبد الله، الرباط | زامبيا          | 1 – 1   | 68      | مباراة ودية                        | 0       | 1         |
| 20 | 23 يونيو 2022  | المغرب المجمع الرياضي الأمير مولاي عبد الله، الرباط | ساحل العاج      | 0 – 0   | 78      | مباراة ودية                        | 0       | 0         |
| 21 | 2 يوليو 2022   | المغرب المجمع الرياضي الأمير مولاي عبد الله، الرباط | بوركينا فاسو    | 1 – 0   | 90      | كأس أمم إفريقيا 2022               | 0       | 0         |
| 22 | 5 يوليو 2022   | المغرب المجمع الرياضي الأمير مولاي عبد الله، الرباط | أوغندا          | 3 – 1   | 67      | كأس أمم إفريقيا 2022               | 0       | 0         |
| 23 | 8 يوليو 2022   | المغرب المجمع الرياضي الأمير مولاي عبد الله، الرباط | السنغال         | 1 – 0   | 73      | كأس أمم إفريقيا 2022               | 0       | 0         |
| 24 | 13 يوليو 2022  | المغرب المجمع الرياضي الأمير مولاي عبد الله، الرباط | بوتسوانا        | 2 – 1   | 90      | كأس أمم إفريقيا 2022 الربع النهائي | 0       | 2         |
| 25 | 18 يوليو 2022  | المغرب المجمع الرياضي الأمير مولاي عبد الله، الرباط | نيجيريا         | 1 – 1   | 120     | كأس أمم إفريقيا 2022 نصف النهائي   | 0       | 0         |
| 26 | 23 يوليو 2022  | المغرب المجمع الرياضي الأمير مولاي عبد الله، الرباط | جنوب إفريقيا    | 2 – 1   | 99      | كأس أمم إفريقيا 2022 النهائي       | 0       | 1         |
| 27 | 6 أكتوبر 2022  | إسبانيا ملعب بلدية تشابين، شريش                     | بولندا          | 4 – 0   | 64      | مباراة ودية                        | 0       | 0         |
| 28 | 10 أكتوبر 2022 | إسبانيا ملعب بلدية تشابين، شريش                     | كندا            | 4 – 0   | 90      | مباراة ودية                        | 0       | 0         |
| 29 | 17 فبراير 2023 | تركيا مركز أميرهان الرياضي، أنطاليا                 | سلوفاكيا        | 3 – 0   | 72      | مباراة ودية                        | 1       | 0         |
| 30 | 21 فبراير 2023 | تركيا مركز أميرهان الرياضي، أنطاليا                 | البوسنة والهرسك | 3 – 0   | 81      | مباراة ودية                        | 0       | 1         |
| 31 | 6 أبريل 2023   | جمهورية التشيك ملعب لتني، خوموتوف                   | جمهورية التشيك  | 2 – 0   | 90      | مباراة ودية                        | 0       | 0         |
| 32 | 11 أبريل 2023  | رومانيا Stade Arcul de Triumf، بوخارست              | رومانيا         | 1 – 0   | 90      | مباراة ودية                        | 0       | 0         |

## الإنجازات
الجيش الملكي
- البطولة الوطنية المغربية (9): 2016، 2017، 2018، 2019، 2020، 2021، 2022، 2023، 2024
- كأس العرش (8): 2016، 2017، 2018، 2019، 2020، 2021، 2022، 2023
- الكأس المغربية الإماراتية (1): 2016
- بطولة شمال إفريقيا (1): 2021
- دوري أبطال أفريقيا (1): 2022

 المغرب
- كأس أفريقيا للسيدات الوصافة: 2022
- دورة اتحاد شمال أفريقيا (1): 2020

### فردية
- جائزة أفضل لاعبة في الدوري المغربي : 2021
- جائزة أفضل لاعبة في دوري أبطال أفريقيا : 2022
- جائزة أفضل لاعبة في إفريقيا : 2023[56]
- تشكيلة بطولة دوري أبطال أفريقيا : 2021، 2022، 2023
- أفضل ممررة في كأس أمم أفريقيا : 2022
- تشكيلة بطولة كأس أمم أفريقيا : 2022
- الاتحاد الدولي لتاريخ وإحصاءات كرة القدم تشكيلة العام في أفريقيا : 2022،[57] 2023[58]

## روابط خارجية
- فاطمة الزهراء تكناوت على موقع قاعدة بيانات كرة القدم.إي يو (الإنجليزية)